# نادي غل غهر سيرجان
نادي غُل غُهر سيرجان لكرة القدم (بالفارسية: باشگاه فوتبال گل‌گهر سیرجان) هو ناد إيراني لكرة القدم مقره في سيرجان، إيران. يتنافس حاليا في دوري المحترفين الإيراني المسمى (دوري الخليج الفارسي للمحترفين). صعد لأول مرة إلى دوري المحترفين الإيراني عن طريق التأهل من دوري القسم الثاني دوري آزادغان 2018–19 إلى دوري المحترفين الإيراني 2019–20.
نادي غُل غُهر سيرجان لكرة القدم هو فريق كرة القدم لنادي غل غهر الثقافي الرياضي، الذي يفتخر بفريق كرة سلة ناجح يتنافس حاليًا في الدوري الإيراني الممتاز لكرة السلة. يشتهر غل غهر بتصعيد العديد من لاعبي الأكاديمية وترقيتهم إلى الفريق الأول.